# Hyptis
Hyptis es un género con 694 especies de plantas con flores perteneciente a la familia Lamiaceae.

## Especies seleccionadas
| - Hyptis actinocephala - Hyptis acuta - Hyptis acutifolia - Hyptis adamantium - Hyptis adpressa - Hyptis affinis | - Hyptis alata - Hyptis albicans - Hyptis albicoma - Hyptis albida - Hyptis americana (Poir.) Briq. - ajedrea americana | - Hyptis melissoides Kunth - yerba de la muela - Hyptis mutabilis - Hyptis pectinata (L.) Poit. - alhucema de Cuba - Hyptis suaveolens (L.) Poit. - Hyptis verticillata |

## Sinonimia
- Mesosphaerum P. Browne
- Brotera Spreng.
- Condea Adans.
- Gnoteris Raf.
- Hypothronia Schrank
- Schaueria Hassk., Flora 25(2 Beibl.): 25 (1842).[1]